# Oost-Saksisch voetbalkampioenschap 1902/03
In 1902/03 werd het eerste voetbalkampioenschap van Oost-Saksen gespeeld, dat georganiseerd werd door de Midden-Duitse voetbalbond. Dresdner SC werd kampioen en plaatste zich voor de Midden-Duitse eindronde. De club verloor met zware 0-4 cijfers van de latere landskampioen VfB Leipzig. 

## 1. Klasse
| Plaats | Club                       | Wed. | W | G | V | Saldo | Ptn. |
| ------ | -------------------------- | ---- | - | - | - | ----- | ---- |
| 1.     | Dresdner SC 1898           | 4    | 2 | 1 | 1 | 10:7  | 5:3  |
| 2.     | Mittweidaer BC 1896        | 4    | 2 | 1 | 1 | 4:4   | 5:3  |
| 3.     | FC Germania 1897 Mittweida | 4    | 0 | 2 | 2 | 3:6   | 2:6  |

|  | Finale                                       |
|  | Trok zich op 28 maart 1903 uit de bond terug |

## Finale
|               |                  |       |                |         |
| 26 april 1903 | Dresdner SC 1898 | 6 - 0 | Mittweidaer BC | Dresden |
| 26 april 1903 |                  |       |                | Dresden |